# Remington Kellogg
 (mars 2019).
Si vous disposez d'ouvrages ou d'articles de référence ou si vous connaissez des sites web de qualité traitant du thème abordé ici, merci de compléter l'article en donnant les références utiles à sa vérifiabilité et en les liant à la section « Notes et références ».
Arthur Remington Kellogg, dit Remington Kellogg, né le 5 octobre 1892 et mort le 8 mai 1969, est un naturaliste américain, ancien directeur du United States National Museum. 

## Biographie
Il naît à Davenport, dans l'Iowa. Son nom de naissance est Arthur Remington Kellogg, mais il refuse rapidement d'utiliser « Arthur ». Dès son plus jeune âge, il a consacré son temps libre à l’étude de la faune. Il a constitué sa propre petite collection d'oiseaux naturalisés et de mammifères. Au moment de choisir une université, il avait décidé de devenir naturaliste. Il a choisi l'université du Kansas pour ses cours dans le domaine de son choix, il a d'abord étudié l'entomologie, avant de passer à l'étude des mammifères. De 1913 à 1916, il a travaillé sous la direction de Charles D. Bunker, conservateur des oiseaux et des mammifères au musée d'histoire naturelle de l'université. Il a publié son premier article à la suite de son travail avec Bunker. Kellogg a obtenu son diplôme en 1915 et a obtenu sa maîtrise l'année suivante.
Après avoir obtenu son diplôme, il a immédiatement commencé à travailler pour le Bureau of Biological Survey des États-Unis au Kansas et au Dakota du Nord. Fin 1915, le bureau paya son voyage à Washington DC, d'où il entreprit de visiter les musées des états de l'est.  À la même époque, il décide de se spécialiser dans l'étude des mammifères marins. En 1916, il s'inscrit à l'université de Californie à Berkeley où il étudie en vue d'un doctorat en zoologie. Il a reçu une bourse d’enseignement à la demande de John Campbell Merriam et a étudié les pinnipèdes fossiles. Il a publié ses premiers articles importants sur le sujet en 1920 et 1921.
Il a servi dans l'armée en France pendant la Première Guerre mondiale, période durant laquelle il a trouvé le temps de recueillir des spécimens qu'il a renvoyés à Berkeley et à l'Université du Kansas. Il a reçu son congé de l'armée en juillet 1919, et est retourné à Berkeley pour terminer son doctorat, passant de zoologie à la paléontologie des vertébrés sous la direction de Merriam.
En 1921, il devient assistant biologiste de la Biological Survey basée à Washington et y travaille pendant huit ans, principalement pour étudier les crapauds et les habitudes alimentaires des faucons et des hiboux. Il a également entrepris une étude pour déterminer si les alligators constituaient un risque prédateur pour aider à résoudre le problème de leur chasse. Merriam a encouragé Kellogg à utiliser son temps libre pour étudier les mammifères marins fossilisés des falaises de Calvert dans le Maryland. Il a considérablement ajouté aux collections créées par les expéditions précédentes et s’est appuyé sur l’expérience acquise pour sa thèse de doctorat intitulée L’histoire des baleines - Leur adaptation à la vie dans l’eau (The History of Whales - Their Adaptation to Life in the Water), dans laquelle il étudiait les spécialisations nécessaires aux organes de mammifères s'adapter à la vie dans l'eau.
En 1928, Kellogg devient conservateur adjoint au United States National Museum et, en 1941, conservateur. Au musée, il a consacré du temps à l'étude des Archaeoceti, des baleines primitives de l'Éocène et de l'Oligocène inférieur et des cétacés du Miocène d'Amérique du Nord. En 1948, il est nommé directeur du musée et, en 1958, secrétaire adjoint de la Smithsonian Institution. Il a été élu à l'Académie nationale des sciences en 1951.
Sa thèse de doctorat l'avait établi en tant qu'autorité sur les cétacés et, préoccupé de plus en plus par la nécessité de protéger les baleines contre la surexploitation, en 1930, il est invité à prendre la parole lors d'une conférence sur la chasse à la baleine organisée par la Société des Nations. D'autres conférences ont suivi et Kellogg a été nommé délégué des États-Unis à la Conférence internationale sur la chasse à la baleine, tenue à Londres en 1937, qui a abouti à la première protection des baleines : la Convention internationale pour la règlementation de la chasse à la baleine. Kellogg a été chef de la délégation américaine lors de deux autres conférences en 1944 et 1945, puis président de la conférence de 1946, à la suite de laquelle il est devenu commissaire américain à la Commission baleinière internationale de 1949 à 1967. Il a été vice-président de la Commission entre 1949 et 1951 et président entre 1952 et 1954.
Il a pris sa retraite du Smithsonian en 1962, mais a poursuivi ses recherches sur les cétacés du Miocène en publiant neuf articles sur les mammifères marins fossiles entre 1965 et 1969. Des problèmes de santé, conjugués à la frustration liée au manque de progrès, l’ont contraint à abandonner son travail à la Commission baleinière internationale après 1964. 
Il est décédé d'une crise cardiaque à son domicile à Washington le 8 mai 1969, alors qu'il récupérait d'une fracture du bassin. 